# Den Harrow
Den Harrow (vlastním jménem Stefano Zandri, * 4. června 1962) je zpěvák žánru italo disco a model. Jméno Den Harrow vytvořili producenti Roberto Turatti a Miki Chieregato, kteří jej založili na italském slovu denaro (peníze). Den Harrow se stal populární v osmdesátých letech v žánru italo disco. Během tohoto období zaznamenal několik hitů, jedna z jeho nejznámějších písní je "Don't Break My Heart" z roku 1987. Po letech slávy a popularity se odhalilo, že Zandri ve skutečnosti nezpíval žádnou z písní připisovaných projektu Den Harrow, byl v podstatě postava, která se synchronizovala s vokály zaznamenanými řadou dalších zpěváků. Americký zpěvák Tom Hooker, známý také jako Thomas Barbey, který bydlel v Itálii během éry italo disco, zpíval většinu písní pro projekt Den Harrow. Dalšími hity tohoto projektu jsou "Bad Boy", "Catch the Fox" a "Future Brain".